# Eotetranychus tulearensis
Eotetranychus tulearensis är en spindeldjursart som beskrevs av Gutierrez 1967. Eotetranychus tulearensis ingår i släktet Eotetranychus och familjen Tetranychidae. Inga underarter finns listade i Catalogue of Life.